# (12056) Yoshigeru
(12056) Yoshigeru (1997 YS11) – planetoida z grupy pasa głównego asteroid okrążająca Słońce w ciągu 3,45 lat w średniej odległości 2,28 j.a. Odkryta 30 grudnia 1997 roku.